# Пинхаси, Полетт
Поле́тт (Пни́на) Пинха́си (ивр. פולט (פנינה) פנחסי‎, в девичестве Кумар: ивр. קומאר‎; 1928, Польша — 2025, Израиль) — первая и пока единственная женщина-боец в истории израильского элитного морского спецназа «Шайетет-13».

## Биография
Полетт (девичья фамилия Кумар) родилась в Польше в 1928 году, затем семья переехала во Францию. Вторую мировую войну подростком встретила в Париже. Выжила в Холокосте, скрываясь в детском отделении для больных туберкулёзом. Только после войны узнала, что её мать была убита нацистами.
После освобождения Франции работала в лагере для перемещённых лиц, а затем нелегально перебралась в Подмандатную Палестину, где после прибытия в Хайфу оказалась в лагере для интернированных, а затем была принята в кибуц Сдот-Ям.
В кибуце она познакомилась с одним из пионеров военно-морских коммандос Израиля Йосефом Дрором и Йохаем Бен-Нуном, которые пригласили её присоединиться к отряду «Пальям», и в 1947 году Полетт вступила в морское подразделение Пальмаха — элитного ударного формирования Хаганы. Пинхаси оказалась настолько талантливым морским спецназовцем, что получила прозвище «девушка-лягушка». В 1948 году её пригласили в особое подразделение разведки, занимавшееся предотвращением поставок оружия арабским армиям. Там она прошла курс морской разведки и диверсий, став единственной женщиной-бойцом в отряде водолазов. После войны это подразделение вошло в состав нынешнего морского спецназа ВМС Израиля — «Шайетет 13». Бойцов этого спецназа называют «людьми молчания»: поэтому о боевых заслугах Полетт мало что известно.
Водолазы действуют парами. Так во время службы она познакомилась со своим будущим мужем Реувеном Пинхаси, с которым после войны за независимость поселилась в прибрежном мошаве Михморет. У них родились четверо детей, десять внуков и четырнадцать правнуков. Все четверо детей служили на флоте, один — в «Шайетет 13». Двое внуков продолжили семейную традицию, став уже третьим поколением бойцов этого спецподразделения.